# リカルド・アウヴェス (1993年生のサッカー選手)
リカルド・アウヴェス・コエーリョ・シウヴァ（Ricardo Alves Coelho Silva、1993年3月25日 - ）は、ポルトガル・ロウロサ出身のサッカー選手。FCカイラト所属。ポジションはMF。

## クラブ経歴
2012-13シーズン、CFベレネンセスにてプロデビューを果たすが、レギュラーに定着できず、2013-14シーズンのポルティモネンセSCへのレンタル移籍を経て2015年、ルーマニアのFCラピド・ブカレストに移籍した。
2015年1月、スロベニア1部リーグのNKオリンピア・リュブリャナに移籍。
2018年9月6日、FKオレンブルクと2年契約を交わした。
2021年2月18日、クリリヤ・ソヴェトフ・サマーラと契約。
2021年7月13日、FCカイラトに移籍。

## タイトル
ベレネンセス
- セグンダ・リーガ : 1回 (2012-13)

オリンピア・リュブリャナ
- スロベニア・プルヴァリガ : 2回 (2015-16, 2017-18)
- スロベニア・カップ : 1回 (2017-18)